# ブルガリアのための連合
ブルガリアのための連合（ブルガリアのためのれんごう、ブルガリア語: Коалиция за България、Koalicija za Balgarija、英語: Coalition for Bulgaria）は、ブルガリアの政治ブロック（政党連合）。1999年、ブルガリア社会党を中心とする社会民主主義政党、左翼政党などによって結成された。2001年の総選挙では17.1パーセントを獲得し、国民議会（240議席）で48議席を得た。2005年の総選挙では、得票率34.2パーセントで82議席を獲得し、セルゲイ・スタニシェフ首相を選出した。
国民議会の任期満了による2009年の総選挙では、中道右派政党「ヨーロッパ発展のためのブルガリア市民」（GERB）に大差をつけられて敗北（240議席中40議席）、政権の座をGRBEにあけ渡した。しかし、任期満了による2013年の国民議会選挙では前回失った議席を大幅に回復（40→86）、議席数ではGERBに次ぐ第二党に留まったが、GERBが組閣を断念したことにより、プラメン・オレシャルスキを首相とする新内閣をトルコ系住民主体の「権利と自由運動」（MRF）の協力を受けて発足させ、政権奪回を実現した。
2014年の国民議会選挙では15.4パーセントを得票するに留まり、獲得議席数は結成以来最低の39議席であった。

## 連合を構成している政党
- ブルガリア社会党
- ブルガリア社会民主党
- 社会人道運動
- ロマ市民同盟（ロマ党）
- ブルガリア共産党
- ブルガリア農民国民同盟スタンボリスキ派
- 新たな夜明け
- 欧州の安全保障と統合
- 社会民主主義者
- 統一社会民主主義
- ブルガリア共産主義者連合
- エコグラスノスト
- ブルガリア共産主義者党